# Carina Nilsson
Carina Nilsson, född 22 maj 1959 i Malmö, är en svensk socialdemokratisk kommunalpolitiker.
Carina Nilsson är kommunfullmäktiges ordförande i Malmö stad.
Carina Nilsson avlade arbetsterapeutexamen 1980 och arbetade som legitimerad arbetsterapeut inom kommun och landsting fram till 1992. Hon arbetade som lärare (1985–1992) vid Institutionen för arbetsterapi vid Lunds universitet och avlade vårdlärarexamen vid Uppsala universitet 1987. År 1992 blev hon anställd som hälsoplanerare vid Malmö universitetssjukhus. År 2008 avlade hon masterexamen i folkhälsovetenskap vid Malmö högskola.
Nilssons politiska karriär påbörjades under 1980-talet i Renhållningsstyrelsen och ersättare i Miljönämnden i Malmö stad. Därefter har en rad kommunpolitiska uppdrag följt, bland annat ordförande för Miljönämnden 1997–2006 och ordförande för Kulturnämnden 2007–2010. Åren 2008–2010 var Carina Nilsson kommunalråd i Malmö med ansvar för kulturfrågor. Åren 2010–2018 var hon ansvarig för vård och omsorg, sociala frågor och personalfrågor och ordförande i sociala resursnämnden.
Förutom kommunpolitiska uppdrag är Nilsson även ordförande i S-kvinnor Malmö och sitter i styrelsen för Kommunförbundet Skåne, samt var 2016–2019 ordförande i fakultetsstyrelsen vid Odontologiska fakulteten och är för närvarande vice ordförande.